# Povl Christensen
 Der er flere personer med dette navn, se Poul Christensen (flertydig).
Povl Christensen (2. juni 1909 i København – 9. juli 1977 i Helsingør) var en dansk billedkunstner, særligt kendt for sin grafik. Povl Christensen var søn af Hans Christensen (1880-1963) og Petrea Christensen (1881-1950) og bror til kunsthåndværker Ruth Christensen. I 1938 blev han gift med billedkunstner Else Heramb Christensen (1916-1995).  

## Uddannelse
Povl Christensen gik på Henrik Madsens skole (1916-1921), St. Jørgens Gymnasium (1921-1924) og tog forberedelseskurser på Teknisk Skole i København (1924-1926), inden han kom ind på kunstakademiet i København i 1926. De første år (1926-29) gik han på malerskole hos professor Ejnar Nielsen. Han havde også et år med frescomaleri hos professor Einar Utzon-Frank. Men det meste af akademitiden (1930-38) var han på Grafisk Skole under ledelses af professor Aksel Jørgensen.  

## Kunstnersammenslutninger
Poul Christensen bliver medlem af og udstiller sammen med kunstnersammenslutningerne Corner i 1934, Koloristerne i 1935, Decembristerne i 1941, Grønningen i 1948, Corner i 1950 og Den Frie Udstilling fra 1964.

## Udlandsophold
Studie rejser til Italien i 1939, Paris 1947 og Oslo 1955. Povl Christensen ansættes som lærer ved Kunsthøjskolen i Bergen (1956-1958), Repræsenterer sammen med Sigurd Vasegaard og Palle Nielsen Danmark ved Venedig Bienalen i 1958.

## Udmærkelser
Povl Christensen modtager Stoltenbergs Legat (1939), Oluf Hartmanns Mindelegat (1943), Winkel og Magnussens Hæderspris (1959), Foreningen for godt Boghåndværks Ærespris (1961), Overretssagfører Henriques Legat (1962), Blicher-Prisen (1962), Ville Christensens Legat (1964), Thorvaldsen Medaljen (1968) og Ridderkorset (1968), som han dog afviste at modtage. Herudover har han modtaget Alfreds Schmidts Legat samt Ronge og Bjelkes Legat. Hans bogillustrationer udnævnes utallige gange til godt boghåndværk af Dansk Boghaandværk.

## Maleri
Povl Christensen begynder sin karriere som maler, og selvom grafikken bliver hans hovedvirkefelt, fortsætter han med at male, og med at udstille malerierne. Motiverne er hovedsageligt landskaber, interieurer og portrætter. 

## Grafik
Det er især som grafiker, Povl Christensen har gjort sig gældende, og han står som en af de betydeligste indenfor denne kunstart i Danmark. Udover træsnit arbejdede Povl Christensen med dybtryk som akvatinter og kobberstik. Han skabte større selvstændige grafiske værker med landskaber, bybilleder og portrætter. Herudover udførte Christensen illustrationer både til samtidslitteratur og til danske og internationale litterære klassikere. 
I 1970erne eksperimenterede han, sideløbende med illustrationerne, på at udvikle nye grafiske udtryksformer.

## Illustrationer
Povl Christensen illustrerede ældre dansk litteratur bl.a. Folkeviser, Brorson og Kingo, men også samtidsværker af Kaj Munk, Tom Kristensen og Per Lange. Povl Christensens første store illustrationsopgave var til Steen Steensen Blichers Brudstykker af en Landsbydegns Dagbog (1933) med 26 træsnit. Siden fulgte illustrationer til flere af Blichers noveller bl.a. De Tre Helligaftener (1950) med 21 træsnit.
Povl Christensens andet hovedværk er H.C. Andersens Fodreise fra Holmens Canal til Østpynten af Amager (1939) med 40 træsnit. I 1947 udkom H.C. Andersens Rejsekammeraten, udgivet i 1947 med 31 koldnålsraderinger, der blev udgivet i 125 eksemplarer. I 1951 udkommer Valdemar Daa. Hvad vinden fortæller om Valdemar Daa og hans døtre med 23 træsnit. I 1969 udgiver forlaget Gyldendal H.C. Andersen illustreret af Povl Christensen med 12 eventyr, illustreret med 32 træsnit.
Povl Christensen indleder et samarbejde med Tom Kristensen i 1940erne, der fører til udgivelsen af Den Syngende Busk (1949) med 46 raderinger og akvatinter, Li Tai Pés død (1949) med 13 tegninger og De forsvundne ansigter i 1953 med 24 akvatinter.
Povl Christensens fascination af Leonora Christina Ulfeldts Jammersminde førte i 1949 til store pennetegninger, 24 raderinger i 1954 og i 1955 til en illustreret udgave af Leonora Christinas Ulfeldts Jammersminde. 
Povl Christensen illustrerede også internationale forfattere som Shakespeare, Poe, Daudet, Kleist og Stevenson. Fra 1955 til 1964 arbejder Povl Christensen med en stor udgivelse af Goethes Faust, der resulterer i både selvstændige tryk samt en bogudgivelse med 47 træsnit.
I 1961 udkommer Ludvig Holbergs Jeppe på Bjerget eller den forvandlede bonde med 31 træsnit. Denne hovedopgave blev i samtiden bemærket, fordi handlingen er henlagt til et norsk landskab.
Povl Christensen udfører to grafiske serier om Saxo’s Amled-sagn. Den første er fra 1952 og består af fire mindre træsnit. Den anden serie var en udsmykning af restauranten i Det Danske Hus i Paris, på bestilling af Statens Kunstfond. Den er på 21 store reliefætsninger på zink.
Endelig bør nævnes to bind salmer i udvalg af henholdsvis Thomas Kingo og Hans Adolph Brorson med henholdsvis 22 og 26 træsnit, der blev udgivet 1943-1945.
I 1970erne arbejdede Povl Christensen på to projekter: Islandske sagaer og Ambrosius Stub.